# گالش‌کلا (ساری)
گالش‌کلا، روستایی از توابع بخش رودپی شهرستان ساری در استان مازندران ایران است.

## جمعیت
این روستا در دهستان رودپی غربی قرار داشته و براساس آخرین سرشماری مرکز آمار ایران که در سال ۱۳۹۵ صورت گرفته، جمعیت آن ۸۱۱ نفر (۱۹۸خانوار) بوده‌است.